# Terre-Natale
 Terre-Natale  es una antigua comuna francesa, en la región de Champaña-Ardenas y el departamento de Alto Marne.

## Historia
El municipio está formado por la fusión de las comunas de Champigny-sous-Varennes, Chézeaux y Varennes-sur-Amance, el 1 de agosto de 1972. La comuna fue abolido el 31 de diciembre de 2011.

## Demografía
| 606 | 598 | 505 | 463 | 444 | 443 | 380 |
| Para los censos de 1962 a 1999 la población legal corresponde a la población sin duplicidades (Fuente: INSEE [Consultar]) |     |     |     |     |     |     |